# Кулбаково
Кулба́ково (рос. Кулбаково) — присілок у складі Кігинського району Башкортостану, Росія. Входить до складу Арслановської сільської ради.
Населення — 322 особи (2010; 312 в 2002).
Національний склад:
- башкири — 97 %